# Oktanol
Oktanol je alkanol s osmi atomy uhlíku v molekule. Nejjednodušším izomerem je oktan-1-ol, který má nerozvětvený uhlíkový řetězec a hydroxylovou skupinu připojenou na okrajovém uhlíku. Dalšími významnými izomery jsou oktan-2-ol a 2-ethylhexan-1-ol.
Celkem existuje 89 izomerů oktanolu.